# Margarete Schweikert

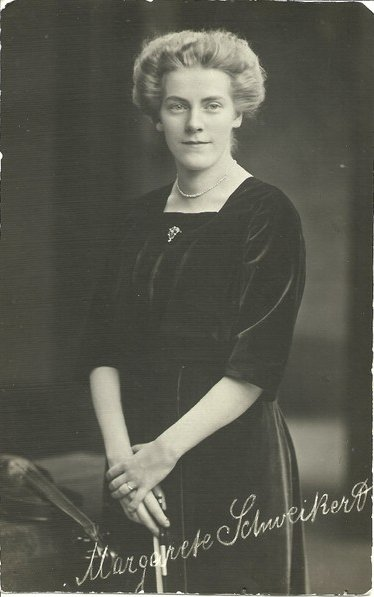
Autogrammpostkarte Margarete Schweikert, 1909

Margarete Schweikert (* 16. Februar 1887 in Karlsruhe; † 13. März 1957 ebenda) war eine deutsche Komponistin, Violinistin, Pianistin, Geigenlehrerin und Musikkritikerin. Nach ihrer Verheiratung im Jahr 1923 führte sie den Namen Margarete Voigt-Schweikert.

## Leben
Margarete Schweikert war das einzige Kind ihrer sehr an Musik interessierten Eltern Friedrich und Luise geb. Petry, die sie mit Violine bzw. Klavier vertraut machten. Ihr erster Klavierlehrer war Theodor Munz, an dessen Konservatorium sie zwischen 1898/99 und 1905/06 eine breite musikalische Ausbildung erhielt: Violine, Klavier, Komposition, vermutlich auch Gesang. 1905 und 1906 wurden am Munz’schen Konservatorium in Schülerkonzerten mehrere Lieder und der 57. Psalm für Sopran, Chor und Orchester aufgeführt. Am Badischen Konservatorium, dem Vorläufer der Badischen Hochschule für Musik, studierte sie die Fächer Violine, Musiktheorie und Komposition. Ab dem Wintersemester 1912/1913 setzte sie ihre Studien in Stuttgart privat fort. Ihre Lehrer dort waren Karl Wendling (Geige) und Joseph Haas, ein Schüler Max Regers, (Komposition). Margarete Schweikert trat ab 1907 als Geigerin in Karlsruhe auf, ab 1910 im ganzen süddeutschen Raum. In den von ihr selbst oder von Kollegen veranstalteten Konzerten erklangen häufig ihre Lieder, die Schweikert selbst am Klavier begleitete. Früh schon setzte sie sich für das Werk Max Regers ein; ihre Konzertprogramme galten als durchdacht und anspruchsvoll.
Während des Ersten Weltkrieges vertrat sie einen zum Waffendienst eingezogenen Geigenlehrer am Großherzoglich Badischen Lehrerinnen-Seminar. In der ersten Hälfte der 1920er Jahre veranstaltete sie eine eigene Kammerkonzertreihe, zunächst in der elterlichen Wohnung, später in unterschiedlichen Sälen Karlsruhes. 1923 heiratete sie Hermann Voigt, 1924 kam Tochter Christiane zur Welt. In der Folge reduzierte Margarete Voigt-Schweikert ihre Konzerttätigkeit und beschränkte sich auf Karlsruhe und die nähere Umgebung. Zu Beginn des „Dritten Reiches“ erhielt sie als Doppelverdienerin keine Arbeitserlaubnis. Während des Zweiten Weltkrieges vertrat sie im Göttinger Orchester für kurze Zeit einen Kollegen in der zweiten Geige. In dieser Zeit nahm sie auch ihre Lehrtätigkeit wieder auf. Mehrere Schicksalsschläge, darunter eine schwere Erkrankung, trafen sie in den letzten Kriegsjahren. Seit der Wiedergründung der Karlsruher GEDOK im Jahr 1950 war Margarete Schweikert Fachbeirätin für Musik und ab 1955 Erste Vorsitzende.

## Werk
Margarete Schweikert komponierte vor allem Lieder. Ihre ersten Versuche im Alter von 12 Jahren waren Lieder, ebenso die ersten von ihr in einem Schülerkonzert am Munz’schen Konservatorium Karlsruhe aufgeführten Werke. Die meisten ihrer rund 160 Lieder entstanden zwischen 1905 und 1920, 20 davon wurden zwischen 1912 und 1920 gedruckt. 1913 wurde das Märchenspiel für Kinder Der Froschkönig mit einem Text von Erika Ebert uraufgeführt, zu dem Margarete Schweikert die Musik geschrieben hat. 1914 wurde Der Froschkönig mit einem weihnachtlich-patriotischen Vor- und Nachspiel am Großherzoglich-Badischen Hoftheater Karlsruhe wiederholt. Daneben schuf sie Chorwerke, Kompositionen für Klavier und Orgel und Kammermusik für unterschiedliche Besetzungen mit deutlichem Schwerpunkt auf ihrem Instrument, der Violine. Die meisten dieser Werke sind im Rahmen ihrer Studien entstanden.
Margarete Schweikerts kraftvolle, konzentrierte Tonsprache wurzelt in spätromantischer Harmonik. In ihren Liedern bilden Singstimme und Klavier eine untrennbare musikalische Einheit. Mit Bedacht wählte sie ihre Texte, die sie sensibel vertonte. Dabei gelang es ihr, für heitere, ja witzige Sujets ebenso wie für ernste einen adäquaten musikalischen Ausdruck zu finden.
Margarete Schweikert schrieb für verschiedene Zeitungen und Zeitschriften Musikkritiken.
Der Nachlass Margarete Schweikerts liegt in der Badischen Landesbibliothek in Karlsruhe.

## Werkausgaben
Margarete Schweikert Noteneditionen, hrsg. von Jeannette La-Deur:

### I. Furore Verlag, Kassel
| Titel                                                               | ISMN / FUE                         | Jahr |
| ------------------------------------------------------------------- | ---------------------------------- | ---- |
| Novellette für Klavier                                              | ISMN 979-0-50182-089-4 / FUE 10089 | 2012 |
| Serenade auf dem Meer für Sopran, Violine, Englischhorn und Klavier | ISMN 979-0-50182-816-6 / FUE 15016 | 2012 |
| Wolken-Lieder und Späte Lieder für hohe Singstimme und Klavier      | ISMN 979-0-50182-815-9 / FUE 15015 | 2014 |
| Romanze für Violoncello und Klavier                                 | ISMN 979-0-50182-092-4 / FUE 10092 | 2015 |
| Lobe den Herrn – Psalm 104 für Sopran, Violine und Klavier          | ISMN 979-0-50182-817-3 / FUE 15017 | 2017 |
| Vier Blumenlieder für hohe Singstimme und Klavier                   | ISMN 979-0-50182-818-0 / FUE 15018 | 2019 |
| Menuett im alten Stil für Violine und Klavier                       | ISMN 979-0-50182-090-0 / FUE 10090 | 2019 |
| Vier Gedichte von Goethe op. 11 für mittlere Singstimme und Klavier | ISMN 979-0-50182-814-2 / FUE 15014 | 2020 |
| Sechs Lieder op. 3 für Singstimme und Klavier                       | ISMN 979-0-50182-813-5 / FUE 15013 | 2021 |
| Sonate für Violine und Bratsche                                     | ISMN 979-0-50182-091-7 / FUE 10091 | 2022 |
| Sonate für Flöte und Klarinette (Bearbeitung)                       | ISMN 979-0-50182-726-8 / FUE 10426 | 2023 |
| Wehmut im Walzertakt Lieder für Singstimme und Klavier, Band 1      | ISMN 979-0-50182-959-0 / FUE 15159 | 2025 |
| Hab Sonne im Herzen Lieder für Singstimme und Klavier, Band 2       | ISMN 979-0-50182-961-3 / FUE 15161 | 2025 |

### II. Florian Noetzel Verlag, Wilhelmshaven
| Titel                                                                               | ISMN                   | Jahr |
| ----------------------------------------------------------------------------------- | ---------------------- | ---- |
| Lieder an ein Mädchen op. 15 für Tenorstimme und Klavier, Heft 1                    | ISMN 979-0-2019-7719-5 | 2014 |
| Im bitteren Menschenland op. 9 für Tenorstimme und Klavier, Heft 2                  | ISMN 979-0-2019-7740-9 | 2015 |
| Frühlingslieder op. 12 für hohe Stimme und Klavier, Heft 3                          | ISMN 979-0-2019-7822-2 | 2016 |
| Vier Lieder nach Gedichten von Martha Kropp für hohe Singstimme und Klavier, Heft 4 | ISMN 979-0-2019-7826-0 | 2016 |
| Zwölf Lieder für mittlere Singstimme und Klavier, Heft 5                            | ISMN 979-0-2019-7908-3 | 2019 |
| Neun Lieder für mittlere Singstimme und Klavier, Heft 6                             | ISMN 979-0-2019-7909-0 | 2019 |
| Elf Lieder für hohe Singstimme und Klavier, Heft 7                                  | ISMN 979-0-2019-8035-5 | 2022 |

### Ausgewählte Werke Denkmalband 1
| Titel | ISMN                   | Jahr |
| --- | ---------------------- | ---- |
| Vier Liederzyklen für hohe Stimme und Klavier: Im bitteren Menschenland op. 9 Lieder an ein Mädchen op. 15 Frühlingslieder op. 12 Vier Lieder nach Gedichten von Martha Kropp Kritischer Bericht, 120 Seiten | ISMN 979-0-2019-7696-9 | 2016 |

## Diskografie
- Drei Intermezzi und Kurze Geschichte. In: Faszination Frauenmusik. Daniela Steinbach spielt Klavierwerke von Luise Adolpha Le Beau, Ilse Fromm-Michaels, Augusta Holmès, Marianna Martinez u. a. Danae Discs
- Scherzando g-Moll. In: Klaviermusik Karlsruher Komponistinnen. Sontraud Speidel, Klavier. Hoepfner Classics in der Antes Edition.
- Lieder und Kammermusik. Mit Bernhard Berchtold (Tenor), Berit Barfred-Jensen (Sopran), Jeannette La-Deur (Klavier und künstlerische Projektleitung), Annelie Groth (Violine), Franziska Dürr (Viola), Ilona Steinheimer (Englischhorn). Salto Records International, SAL 7019
- Im bitteren Menschenland. Lieder für Tenor und Klavier. Mit Bernhard Berchtold (Tenor) und Jeannette La-Deur (Klavier und künstlerische Projektleitung). Florian Noetzel Verlag "Ars Musica", AM 7696, neu aufgelegt bei TYXart 2018, TXA 16086
- Verlorene Liebe – Lost Love. Lieder für Sopran und Bariton nach Gedichten von Goethe, Falke, Kropp, Schüler, Stona u. a. Mit Diana Tomsche (Sopran), Armin Kolarczyk (Bariton) und Jeannette La-Deur (Klavier und künstlerische Projektleitung). TYXart 2018, TXA 16085

## Ausstellung
- 2012: Meines Schiffes Steuer führ ich. Badische Landesbibliothek, Karlsruhe[2]